# 韋斯托納里亞
韋斯托納里亞是南非的城鎮，位於該國東北部，由豪登省負責管轄，距離約翰內斯堡45公里，面積6.46平方公里，2001年人口8,441，人口密度每平方公里約1,300人。